# Und dann kam Dad
Und dann kam Dad ist ein US-amerikanischer Kinofilm aus dem Jahr 2023. Hauptfigur der Komödie ist der eigensinnige italienische Einwanderer Salvo, ein erfolgreicher Friseur in Chicago und im Film dargestellt von Oscarpreisträger Robert De Niro (* 1943). Im Verlaufe der Handlung gewinnt er trotz seiner Schroffheit die Herzen der Familie der Frau, die sein Sohn heiraten will.
Der deutsche Kinostart fand am 25. Mai 2023 statt. Das US-amerikanische Original kam etwa zeitgleich in die Kinos.

## Handlung
Sebastian entstammt einer Familie sizilianischer Einwanderer und ist in einer Beziehung mit Ellie, deren Eltern gut situiert sind. Sebastian möchte um Ellies Hand anhalten, wofür er den Ehering seiner Mutter von seinem Vater Salvo haben möchte. Dafür möchte Salvo Ellies Eltern treffen, was Sebastian ablehnt. Ellies Eltern laden Salvo zum Unabhängigkeitstag zu sich heim und Ellie schlägt vor, dass auch Salvo mitkommt, was dieser nach anfänglicher Ablehnung Sebastians auch macht.
Nach anfänglichen Schwierigkeiten freundet sich Salvo mit Ellies Familie an, unter anderem kocht er Nudeln für diese, aber verwendet in Ermangelung eines Huhns einen der Pfauen der Familie. Nach einem Streit zwischen Sebastian und Salvo, reist Salvo ab, aber hinterlässt Sebastian den Ehering. Dieser fragt Ellies Eltern um Erlaubnis, Ellie zu heiraten, vermisst aber seinen schon im Flugzeug sitzenden Vater, den er am Rollfeld stoppt und abholt. Sie kommen rechtzeitig zu einer Feier, wo Sebastian Ellie nach der Heirat fragt. Im Abspann feiern sie gemeinsam Weihnachten, bis der Hund mit den Federn des Pfaus erscheint: Sebastian und Salvo beschuldigen diesen, den Pfau ermordet zu haben.